# Anarchist Cookbook
Het Anarchist Cookbook is een Amerikaans naslagwerk met subversieve strekking.

## Anarchistisch Kookboek
Het Anarchist Cookbook is een door de toen 19-jarige William Powell (onder de schuilnaam The Jolly Roger, de Engelse naam voor de piratenvlag) in de periode 1968-1969 geschreven boek als reactie tegen de oorlog in Vietnam. Het omvat handleidingen om onder meer explosieven te maken, veelal gebaseerd op makkelijk verkrijgbare grondstoffen.
Het boek werd in 1971 gepubliceerd en het copyright werd op naam van de uitgeverij gezet.
Het centrale idee van het boek is dat geweld aanvaardbaar is om politieke veranderingen tot stand te brengen.
Op het internet kan men vele websites vinden die stellen het Anarchist Cookbook of teksten daaruit, voorhanden te hebben, maar meestal betreft het niet het originele manuscript.
De accuraatheid van de in het boek opgenomen 'recepten' wordt veelal betwijfeld, evenals de relatie met anarchisme.

## Over de auteur: William Powell
Powell schreef het boek toen hij 19 jaar oud was. Op latere leeftijd, in 1976, werd hij christen en sloot zich aan bij de Anglicaanse kerk. Hij kreeg spijt dat hij het boek geschreven had en probeerde verdere uitgave van het boek te stoppen. Dit lukte hem niet, omdat hij niet meer in het bezit was van het copyright. Dit had hij afgestaan aan de eerste uitgever (Lyle Stuart). Powell nam publiekelijk afstand van zijn boek in 2000 in een verklaring op de Amazon bookstore en in 2013 in een artikel waarin hij opriep het boek snel en stilletjes uit de handel te halen. William Powell stierf aan een hartstilstand op 11 juli 2016.

## Trivia
In 2002 werd een door Jordan Susman geregisseerde film met dezelfde titel uitgebracht.